# Full Throttle (film)
Série
The Legend of Speed
(1999)
Pour plus de détails, voir Fiche technique et Distribution.
Full Throttle (烈火戰車, Lie huo zhan che) est un film d'action hongkongais co-écrit et réalisé par Derek Yee et sorti en 1995 à Hong Kong.
Il totalise 33 770 736 HK$ de recettes au box-office.

## Synopsis
Joe (Andy Lau) est un jeune qui aime les courses de moto. Son père Paul (Paul Chun) exploite une entreprise de motos qui organise souvent des équipes pour courir à Macao et au Japon et ses pilotes se voient souvent attribuer la victoire. Cependant, selon les rumeurs, Joe serait le meilleur parmi les pilotes, car chaque concurrent est toujours battu par Joe dans les courses de rue. Depuis que sa licence de vitesse a été révoquée à l'âge de 19 ans, il ne peut pas participer à une course officielle et ne peut faire que des courses de rue illégales pour assouvir son besoin de piloter. Son père est très irrité et considère son fils comme un motard hors-la-loi. Il interdit donc à ses pilotes de faire la course avec lui, ce qui nuit à leur relation père-fils. Joe possède un atelier de réparation automobile avec son ami Jimmy (Chin Ka-lok). Sa petite amie Annie (Gigi Leung) est très soucieuse et s’inquiète toujours pour son copain.
David (David Wu (en)) est un jeune pilote qui revient d’Angleterre et qui court avec Joe. Sept ans plus tard, Joe tente de repasser sa licence, prêt à montrer ses talents de pilote à Macao, mais ne parvient pas à l'obtenir, ce qui l'amène à penser que c'est son père qui lui met des bâtons dans les roues. Lo Kwai (Elvis Tsui), un pilote retiré, conseille à Joe de se réconcilier avec son père pour avoir de meilleures chances de courir. Mais comme d'habitude, dès que le père et le fils se voient, ils se disputent et son père cède la place de pilote final à David. Les pilotes de Paul ont toujours été mécontents de Joe, mais courent avec lui. Joe se blesse dans un accident et reste dans le coma pendant 10 jours. Sous les soins d'Annie, son état s'améliore, mais il manque finalement la course à Macao tandis qu'il voit David devenir champion.
Après l'accident, Joe a peur de la route et craint de ne plus pouvoir piloter à l'avenir. Annie s'en réjouit et le persuade de renoncer à la course et de se concentrer sur son atelier de réparation. Cependant, d’autres motards attendent que Joe batte David, le champion de Macao, dans la rue, mais Joe n’a pas encore pris sa décision. Des rumeurs se répandent qu'il aurait peur et ne peut plus piloter. Jimmy en est extrêmement indigné et lance un défi à David lui-même. Il a un accident et meurt des suites de ses blessures.
La mort de Jimmy conduit Joe à devenir encore plus déterminé à surmonter sa peur et à retrouver sa confiance. Sa décision de défier officiellement David brise le cœur d'Anne qui décide de le quitter. Joe organise une course avec David dans les montagnes, dans l’espoir de retrouver l'ivresse de la vitesse. Au départ, Joe perd de l'allure face aux souvenirs incessants de son accident presque fatal et doit s’arrêter un moment. Après un arrêt, il réussit à rattraper son retard sur David. Après quelques tours, il s’arrête pour éviter de heurter un chariot et des bidons vides ayant roulé sur la route et qui sont récupérés par une vieille dame. Celle-ci dit quelques mots à Joe qui le redynamise. Après la course, il se demande si David et lui étaient stupides de mener une vie de la sorte pour une gloire vaine et non désirée, décide d'abandonner définitivement la course et rattrape Annie sur les conseils de David.

## Fiche technique
- Titre original : 烈火戰車
- Titre international : Full Throttle
- Réalisation : Derek Yee
- Scénario : Derek Yee et Law Chi-leung (en)
- Photographie : Jingle Ma (en), David Chung et Tony Cheung
- Montage : Kwong Chi-leung
- Musique : Frankie Chan (en), Richard Yuen et Roel A. García
- Production : Alexander Chan
- Société de production : Win's Entertainment
- Société de distribution : China Star Entertainment Group
- Pays d'origine :  Hong Kong
- Langue originale : cantonais
- Format : couleur
- Genre : action
- Durée : 108 minutes
- Dates de sortie :
  -  Hong Kong : 14 décembre 1995
  -  Taïwan : 22 décembre 1995
  -  Corée du Sud : 31 août 1996
  -  Japon : 3 mai 1997

## Distribution
- Andy Lau : Joe
- Paul Chun : Paul
- Chin Kar-lok : Jimmy
- David Wu (en) : David
- Gigi Leung : Annie
- Elvis Tsui : Lo Kwai
- Lau Ying-hung : Kwang
- Law Chi-leung (en) : Chu
- Ha Ping : la grand-mère de Jimmy

## Récompenses et nominations
| Prix et nominations                                    | Prix et nominations                                       | Prix et nominations                                                                                   | Prix et nominations |
| Cérémonie                                              | Catégorie                                                 | Récipiendaire                                                                                         | Issue               |
| ------------------------------------------------------ | --------------------------------------------------------- | --- | ------------------- |
| 15e cérémonie des Hong Kong Film Awards                | Meilleur film                                             | Full Throttle                                                                                         | Nomination          |
| 15e cérémonie des Hong Kong Film Awards                | Meilleur réalisateur                                      | Derek Yee                                                                                             | Nomination          |
| 15e cérémonie des Hong Kong Film Awards                | Meilleur acteur                                           | Andy Lau                                                                                              | Nomination          |
| 15e cérémonie des Hong Kong Film Awards                | Meilleur acteur dans un rôle secondaire                   | Chin Ka-lok                                                                                           | Nomination          |
| 15e cérémonie des Hong Kong Film Awards                | Meilleure actrice dans un rôle secondaire                 | Ha Ping                                                                                               | Nomination          |
| 15e cérémonie des Hong Kong Film Awards                | Meilleur nouvel artiste                                   | Gigi Leung                                                                                            | Nomination          |
| 15e cérémonie des Hong Kong Film Awards                | Meilleur scénario                                         | Derek Yee, Law Chi-leung (en)                                                                         | Nomination          |
| 15e cérémonie des Hong Kong Film Awards                | Meilleure chorégraphie d'action                           | Bruce Law                                                                                             | Nomination          |
| 15e cérémonie des Hong Kong Film Awards                | Meilleur montage                                          | Kwong Chi-leung                                                                                       | Lauréat             |
| 15e cérémonie des Hong Kong Film Awards                | Meilleure chanson originale                               | Chanson : The Affectionate Sentence (情深的一句) Compositeur : Eric Chen Parolier/Chanteur : Andy Lau | Nomination          |
| 37e cérémonie des Golden Horse Awards                  | Meilleure technologie audiovisuelle                       | Full Throttle                                                                                         | Nomination          |
| 2e cérémonie des Hong Kong Film Critics Society Awards | Meilleur réalisateur                                      | Derek Yee                                                                                             | Lauréat             |
| 2e cérémonie des Hong Kong Film Critics Society Awards | Film de mérite                                            | Full Throttle                                                                                         | Lauréat             |
| 1re cérémonie des Golden Bauhinia Awards               | Meilleur acteur dans un second rôle                       | Chin Ka-lok                                                                                           | Lauréat             |
| 1re cérémonie des Golden Bauhinia Awards               | Top dix des meilleurs films de l'année en langue chinoise | Full Throttle                                                                                         | Lauréat             |
| 5e cérémonie des Hong Kong Screenwriters' Guild        | Meilleur scénario                                         | Derek Yee, Law Chi-leung                                                                              | Lauréat             |
| 8e cérémonie des Hong Kong Film Directors' Guild       | Réalisateur le plus remarquable                           | Derek Yee                                                                                             | Lauréat             |
| 8e cérémonie des Hong Kong Film Directors' Guild       | Film le plus recommandé                                   | Full Throttle                                                                                         | Lauréat             |